# Ruy López de Villalobos
Ruy López de Villalobos (ca. 1500 – 4 april 1546) was een Spaanse ontdekkingsreiziger. Hij was de eerste Europeaan die Palau ontdekte. Hij ontdekte ook Roca Partida en San Benedicto in de Revillagigedo Archipel. In 1543 ondernam Ruy López de Villalobos een expeditie naar de Filipijnen, wat toen bekendstond als de San Lorenzo-archipel. Hij gaf de archipel zijn huidige naam: hij noemde het Las Islas Filipinas naar de toenmalige kroonprins van Spanje en de latere troonopvolger Filips II.
Ruy López de Villalobos overleed in een gevangenis op Ambon. Zijn overgebleven bemanningsleden overleefden en wisten na een ontsnapping terug te keren naar Nieuw-Spanje
- Biblioteca Nacional de España: XX1473380
- Catàleg d'autoritats de noms i títols de Catalunya: 981058620232906706
- Gemeinsame Normdatei: 1151728268
- International Standard Name Identifier: 0000 0000 8530 5081
- Library of Congress Control Number: n85164829
- SNAC: w6ht4n4x
- Système universitaire de documentation: 084333898
- Virtual International Authority File: 50662662
- WorldCat: E39PBJg4mG73xWdCtXVFTWKDbd